# Toyota Corolla E20
La Toyota Corolla E20 è la seconda generazione della Toyota Corolla, prodotta dal 1970 al 1974 in versione berlina/coupé e fino al 1978 in versione famigliare/furgone.
Aveva un interasse più lungo rispetto alla precedente generazione, pari a 2335 mm. Il design delle sospensioni anteriori è stato migliorato, utilizzando una barra antirollio, con la parte posteriore che è rimasta simile alla precedente generazione.
Meccanicamente riprendeva lo schema dell'antenata, con la configurazione motore anteriore longitudinale e trazione posteriore. I motori erano dei 4 cilindri in linea da 1.2 litri, 1.4 e 1.6.
Nel settembre 1971 furono apportate lievi modifiche estetiche, con una nuova griglia anteriore e nuovi indicatori di direzione e luci di coda. La vettura venne sottoposta a un ulteriore aggiornamento nell'agosto 1972.